# NGC 6026
NGC 6026 (другие обозначения — PK 341+13.1, ESO 389-PN7, AM 1558-342) — планетарная туманность в созвездии Волк.
Этот объект входит в число перечисленных в оригинальной редакции «Нового общего каталога».